# Tmarus nigroviridis
Tmarus nigroviridis là một loài nhện trong họ Thomisidae.
Loài này thuộc chi Tmarus. Tmarus nigroviridis được Cândido Firmino de Mello-Leitão miêu tả năm 1929.